# 索韦托
索韦托（讀音：/səˈwɛtoʊ, -ˈweɪt-, -ˈwiːt-/））是南非豪登省约翰尼斯堡郊区的一个城镇，南面濒临城市的采矿区，在种族隔离时期，逐渐形成南非最大的南非人聚集区，区内基础设施简陋，住房拥挤，贫困问题严重，已成为摆在南非政府面前的一个难题。

## 历史
与南非各地其他的城镇一样，索韦托与南非种族隔离制度下的社会秩序有着不可分割的联系，其之创立实质上正是这种意识形态的外在体现之一 。

### 起源
第二次布尔战争之后，绰号“黄金之城”的约翰内斯堡落入了胜利的英国人手中。新上任的德兰士瓦殖民地总督阿尔弗雷德·米尔那定下宏图，要将所治下的土地从布尔人的共和国转为高效，高收益的现代化英国殖民地，从而吸引英国移民来到这全世界最大的黄金生产地。然而，米尔那手下正准备大刀阔斧施行改革的官员们却被城中大量贫民窟所带来的混乱所震惊，而于1901年到达西部开普敦与伊丽莎白港的鼠疫疫情更是加剧了这一问题的严重性。在种族主义的推动下，当地公共卫生委员会一致认为“将苦力所栖之处移至远离白人居民区之地乃为刻不容缓之事”。该议案一经推出即被扩大为清除整个城区内的贫民窟，以达保卫白人福祉之目的。 
从1904年年初开始，贫民区内的死亡率突然开始大幅上升。面对突如其来的肺鼠疫疫情，三月二十日凌晨四时，警察严密封锁了贫民区，禁止任何人出入。防疫人员挨家挨户搜索新的患者，再将其送往为在里特方丹（南非荷兰语：Rietfontein）的“特别营地”。政府随后决定将所有苦力一并送往位于市中心以外十二英里的克利斯普莱特（南非荷兰语：Klipspruit）隔离检疫营。数日之后，为“防疫”而放起的大火吞噬了贫民区的每座房屋，残存的建筑结构于三周之后被彻底焚毁。
疫情结束之后，有关“有色人种不重清洁卫生以致引发疫情”的舆论甚嚣尘上，商会与传媒皆对政府施以重压，要求将临时设置的隔离检疫营改建为永久居留点。一九〇四年十月十二日，公共卫生委员会正式向市议会提交了将有色人种驱逐出市区的方案。然而，当地年轻的律师甘地却发现，此方案有违殖民地政府的相关法令，即非紧急状态之下，政府无权迫使印度裔移民居住于某一特定区域。通过此漏洞，一年内几乎全部印度裔移民顺利返回市区。然而，同样被迫迁往城外的非洲人却别无选择，只得留在当地。
尽管远离市区的不利位置与恶劣的生活条件，克利斯普莱特依然成为非洲裔人民的乐土。1930年，约翰内斯堡市议会决定，在克利斯普莱特附近建起整个南非联邦中“最大也是最好的城镇”—— 奥兰多镇。克利斯普莱特的南部，则被重命名为皮姆维尔（英语：Pimville）。二战结束之后，大量的非洲人从别处涌向约翰内斯堡，种族隔离政府属下的土著土地规划委员会（英语：Native Areas Planning Committee)因而提议，将土著民居民点集中于约翰内斯堡西南部的6181英亩市属土地上，并以此处以西的土地作为后备用地，以备未来扩建之需要。从此，以这一地区为中心，一座又一座的城镇如雨后春笋般冒了出来。到了1959年，此地的非洲裔居民已接近五十万，居民点数量达到26个。1963年，市非欧裔事务局（英语：Department of Non-European affairs）属下的命名委员会选择用索韦托（Soweto）一词来命名整个地区。

### 种族隔离结束之后

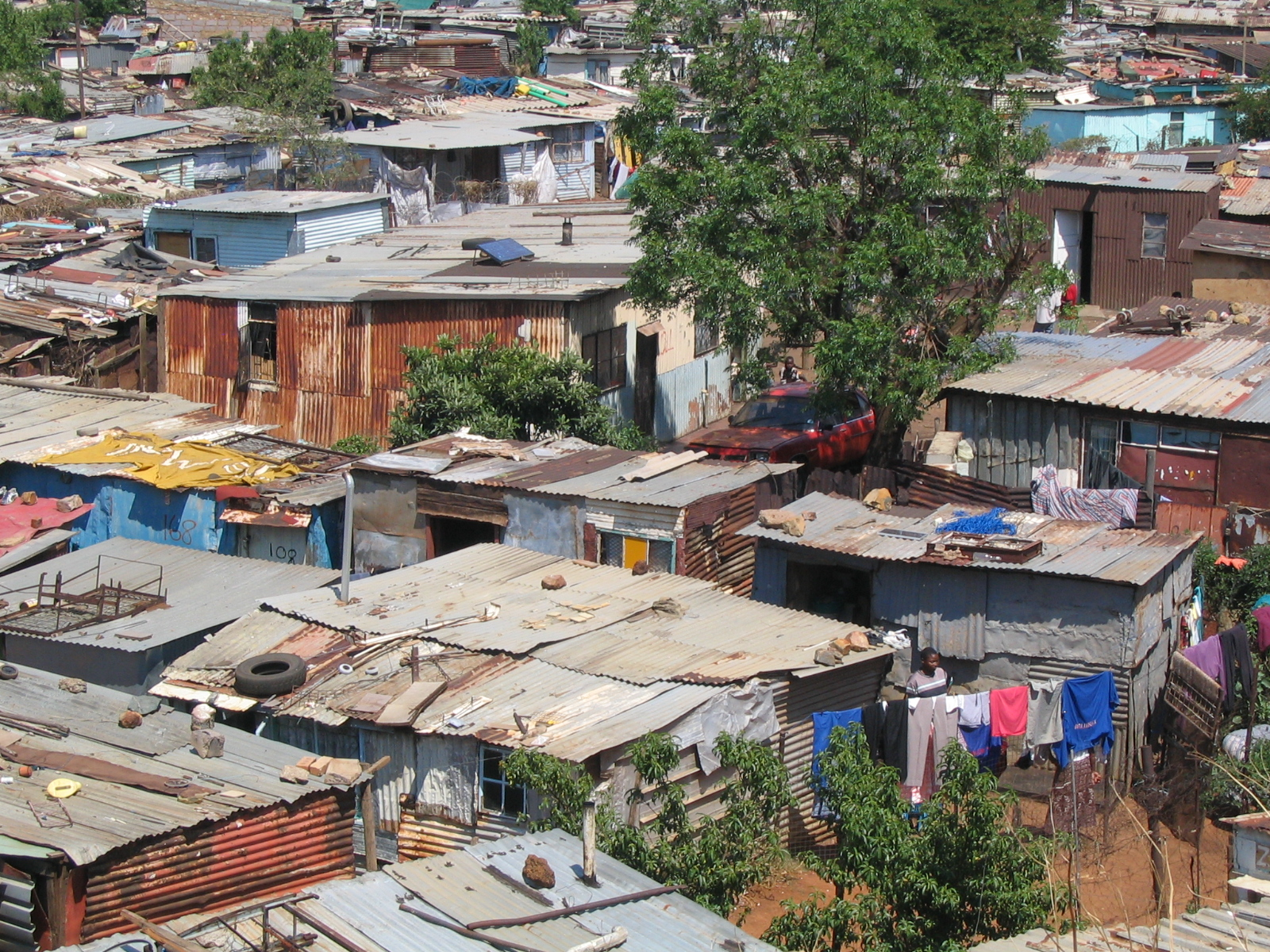
贫民区，2005年

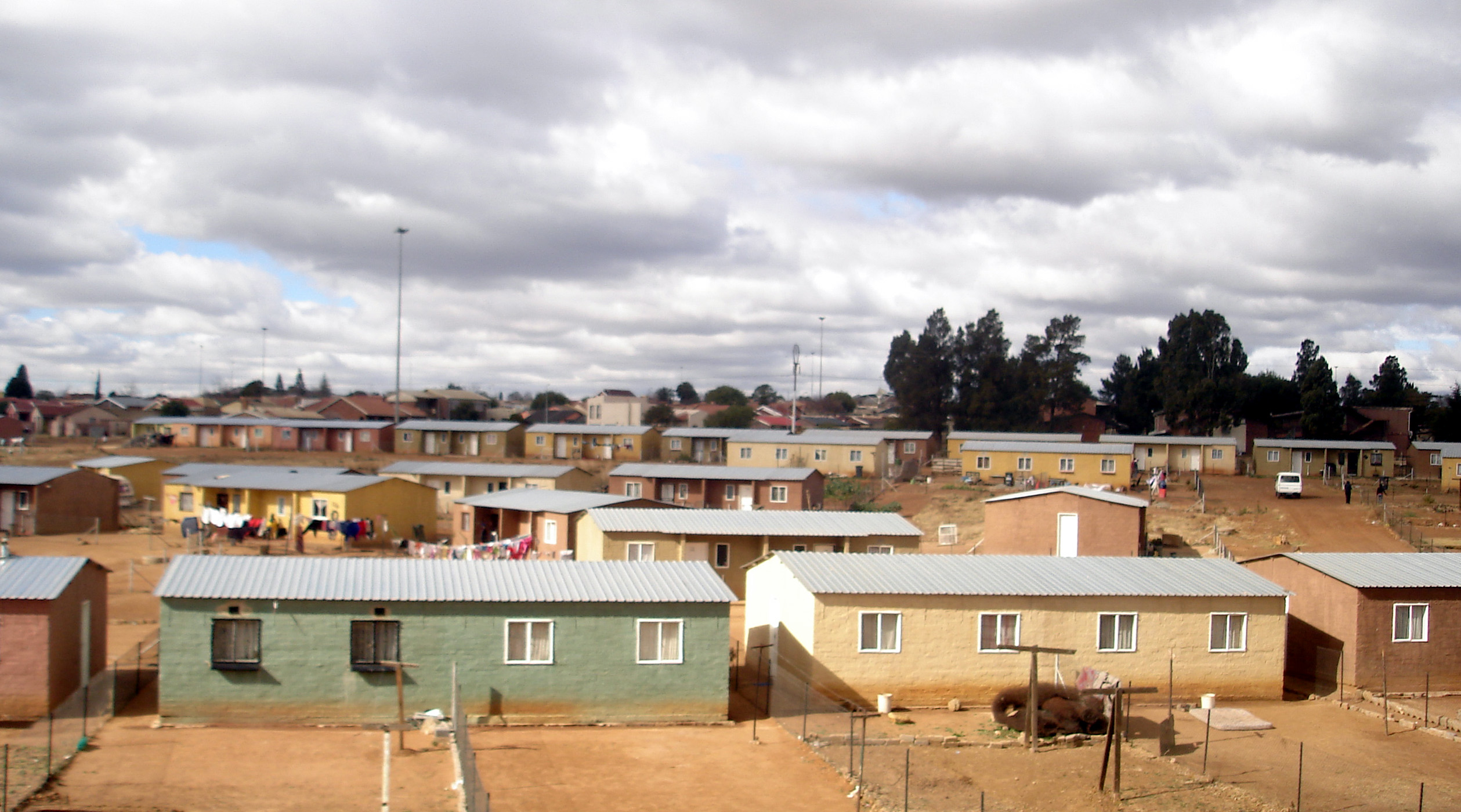
政府公共住宅，2007年

2001年南非普查的数据显示，索韦托的生活水平在一些层面上高于豪登省黑人的总体水平，但仍然远远落后于白人：百分之六十三点五的当地居民拥有冰箱，高于本省黑人全体的百分之四十九点八，却远远低于白人的百分之九十七点五。约翰内斯堡大学的研究人员观察到，与认为索韦托是完全贫民窟的误解相反，其内部早已出现贫富分化。金山大学于1997年所做的调查显示当地居民的住房类型比例如下：百分之五十七为公宅，百分之二十为简易棚屋，百分之九为私房，百分之六为非正规居所，百分之四为工人宿舍

## 交通

### 铁路

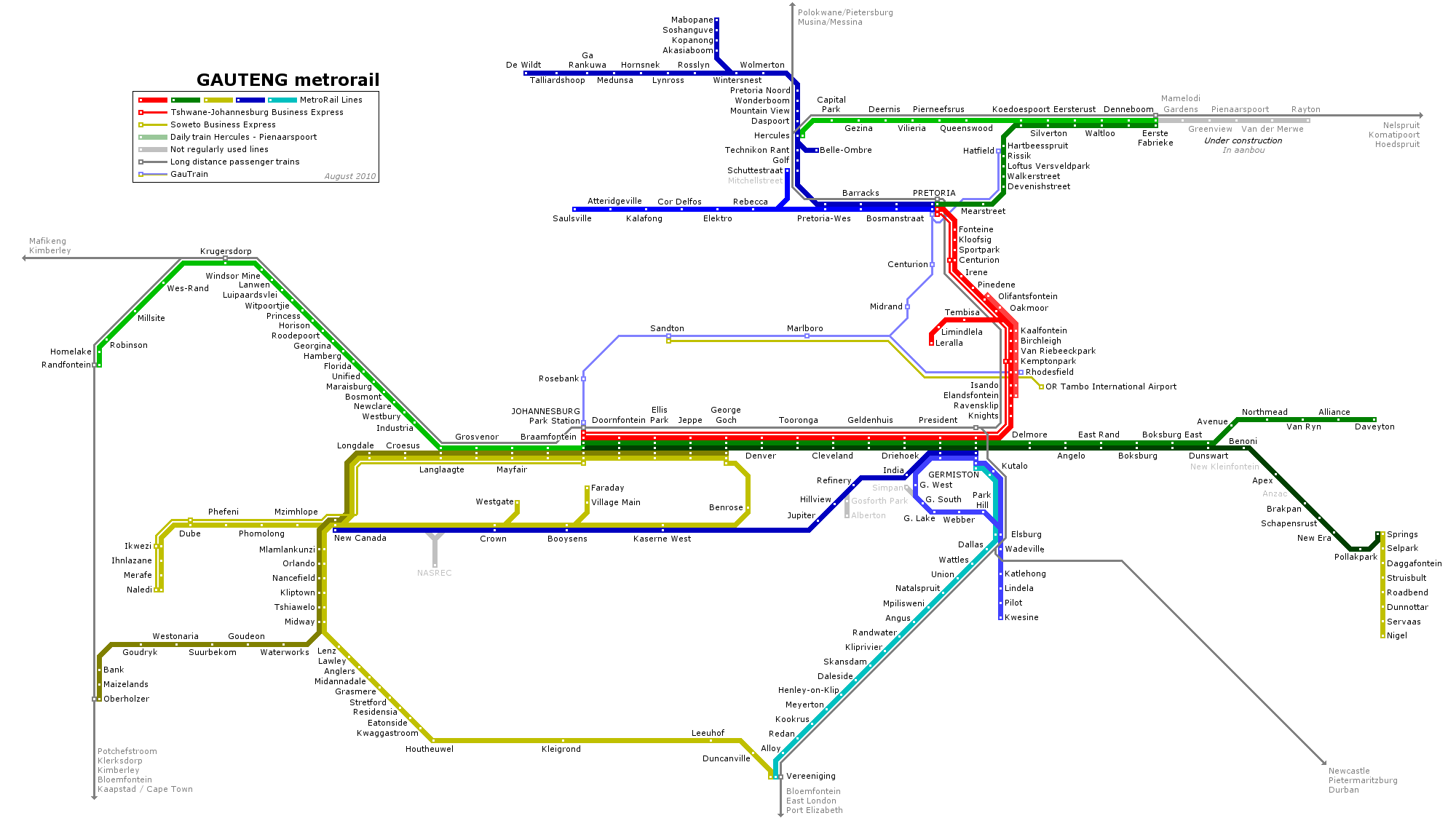
豪登都市铁路线路图

豪登都市铁路运营来往索韦托与约翰内斯堡的通勤铁路。近年来，由于大量的金属偷盗以及破坏行为，车辆的运营受到较大影响。

### 公路

M70号公路标志

穿过索韦托的主要道路有M70号公路。

## 氣候
| 索維托            | 索維托    | 索維托    | 索維托    | 索維托   | 索維托   | 索維托  | 索維托  | 索維托   | 索維托   | 索維托   | 索維托    | 索維托    | 索維托     |
| 月份              | 1月       | 2月       | 3月       | 4月      | 5月      | 6月     | 7月     | 8月      | 9月      | 10月     | 11月      | 12月      | 全年       |
| ----------------- | --------- | --------- | --------- | -------- | -------- | ------- | ------- | -------- | -------- | -------- | --------- | --------- | ---------- |
| 平均高温 °C（°F） | 26 (79)   | 26 (79)   | 25 (77)   | 22 (72)  | 20 (68)  | 17 (63) | 18 (64) | 20 (68)  | 24 (75)  | 25 (77)  | 25 (77)   | 26 (79)   | 23 (73)    |
| 日均气温 °C（°F） | 20 (68)   | 20 (68)   | 18 (64)   | 14 (57)  | 10 (50)  | 7 (45)  | 7 (45)  | 10 (50)  | 15 (59)  | 17 (63)  | 19 (66)   | 20 (68)   | 15 (59)    |
| 平均低温 °C（°F） | 14 (57)   | 13 (55)   | 11 (52)   | 7 (45)   | 1 (34)   | −2 (28) | −2 (28) | 0 (32)   | 6 (43)   | 10 (50)  | 12 (54)   | 13 (55)   | 7 (44)     |
| 平均降水量 mm（） | 150 (5.9) | 122 (4.8) | 105 (4.1) | 53 (2.1) | 22 (0.9) | 7 (0.3) | 9 (0.4) | 10 (0.4) | 27 (1.1) | 69 (2.7) | 125 (4.9) | 137 (5.4) | 834 (32.8) |
| 来源：Weatherbase |           |           |           |          |          |         |         |          |          |          |           |           |            |

## 著名居民
- 年轻的纳尔逊·曼德拉与其第一任妻子于一九四六年入住奥兰多镇（英语）西区8115号，此宅现为曼德拉故居（英语）[10]。

- 同为诺贝尔和平奖获得者的戴斯蒙德·图图曾经居住在同一条街道上[11]